# Drosophila annularis
Drosophila annularis är en tvåvingeart som beskrevs av Sturtevant 1916. Drosophila annularis ingår i släktet Drosophila och familjen daggflugor.
Arten finns i västindien, i ett område från Panama till Brasilien.